# Rutajärvi (sjö i Finland, Birkaland)
Rutajärvi är en sjö i Finland. Den ligger i kommunen Urdiala i landskapet Birkaland, i den södra delen av landet, 130 km nordväst om huvudstaden Helsingfors. Rutajärvi ligger 99,6 meter över havet. Arean är 10,98 kvadratkilometer och strandlinjen är 38,34 kilometer lång. Sjön  ingår i Kumo älvs huvudavrinningsområde.   I omgivningarna runt Rutajärvi växer i huvudsak blandskog.
I övrigt finns följande i Rutajärvi:
- Paskosaari (en ö)
- Parisaaret (en ö)
- Hevossaari (en ö)
- Kapalosaari (en ö)
- Jouttiniemi (en ö)
- Luotosaari (en ö)
- Kilisaari (en ö)
- Lappa (en ö)
- Lippa (en ö)
- Härkisaari (en ö)
- Heinussaaret (en ö)
- Kalliosaaret (en ö)
- Vohlissaari (en ö)
- Pikkusaari (en ö)
- Siemensaari (en ö)
- Lokkisaari (en ö)

I övrigt finns följande vid Rutajärvi:
- Kortejärvi (en sjö)